# Gmina Varde
Gmina Varde (duń. Varde Kommune) – gmina w Danii w regionie Dania Południowa.
Gmina powstała w 2007 roku na mocy reformy administracyjnej z połączenia gmin Blaabjerg, Blåvandshuk, Helle (w części), Varde (starej) i Ølgod.
Siedzibą władz gminy jest miasto Varde.

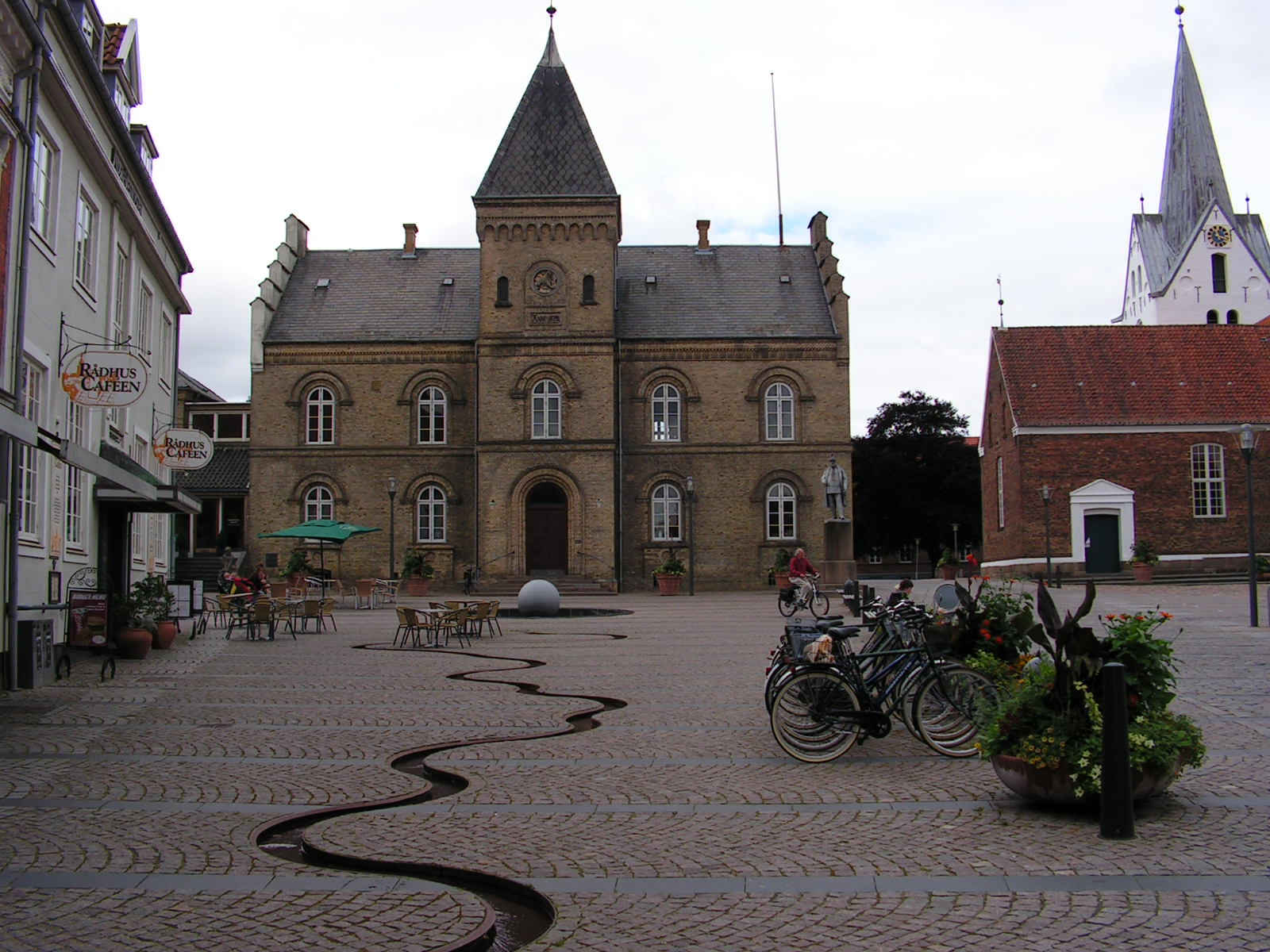
Ratusz w Varde